# Neustädter Hof- und Stadtkirche St. Johannis

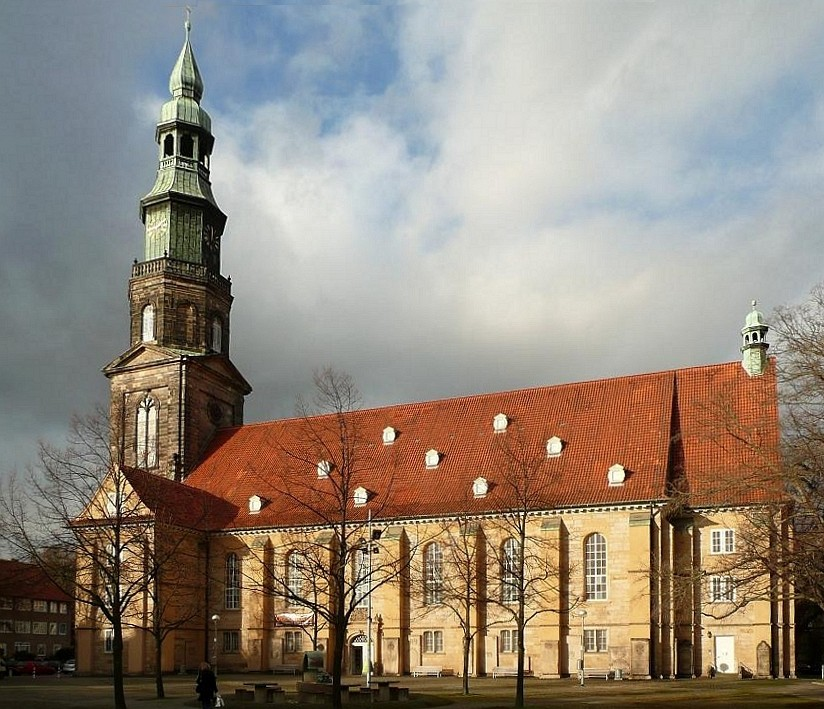
Neustädter Kirche (2009)

Die evangelisch-lutherische Neustädter Hof- und Stadtkirche St. Johannis im hannoverschen Stadtteil Calenberger Neustadt ist das älteste niedersächsische Beispiel für das protestantische Raumideal einer Saalkirche. Die Kirche ist Predigtkirche des Regionalbischofs (bis 2020 Landessuperintendenten) für den Sprengel Hannover und Kirche für das in direkter Nachbarschaft gelegene Landeskirchenamt Hannover und die Serviceagentur (zuvor seit 2002 Haus kirchlicher Dienste) der Evangelisch-lutherischen Landeskirche Hannovers. Sie liegt am Neustädter Markt, an der so genannten Straße der Toleranz.
Die Neustädter Kirche zeigt die Merkmale eines strengen, noch deutlich an antiken Vorbildern orientierten Frühbarockstils. Sie ist eine lange und geräumige Hallenkirche, die nach Osten mit einem nur wenig schmaleren Altarraum abschließt. Der Musik kommt in dieser historischen Kirche eine herausragende Bedeutung zu. Die 1958 gegründete Kantorei St. Johannis, von 1991 bis 2020 unter Kirchenmusikdirektor Lothar Mohn, wird derzeit von Kantor Jonathan Hiese geleitet.

## Geschichte

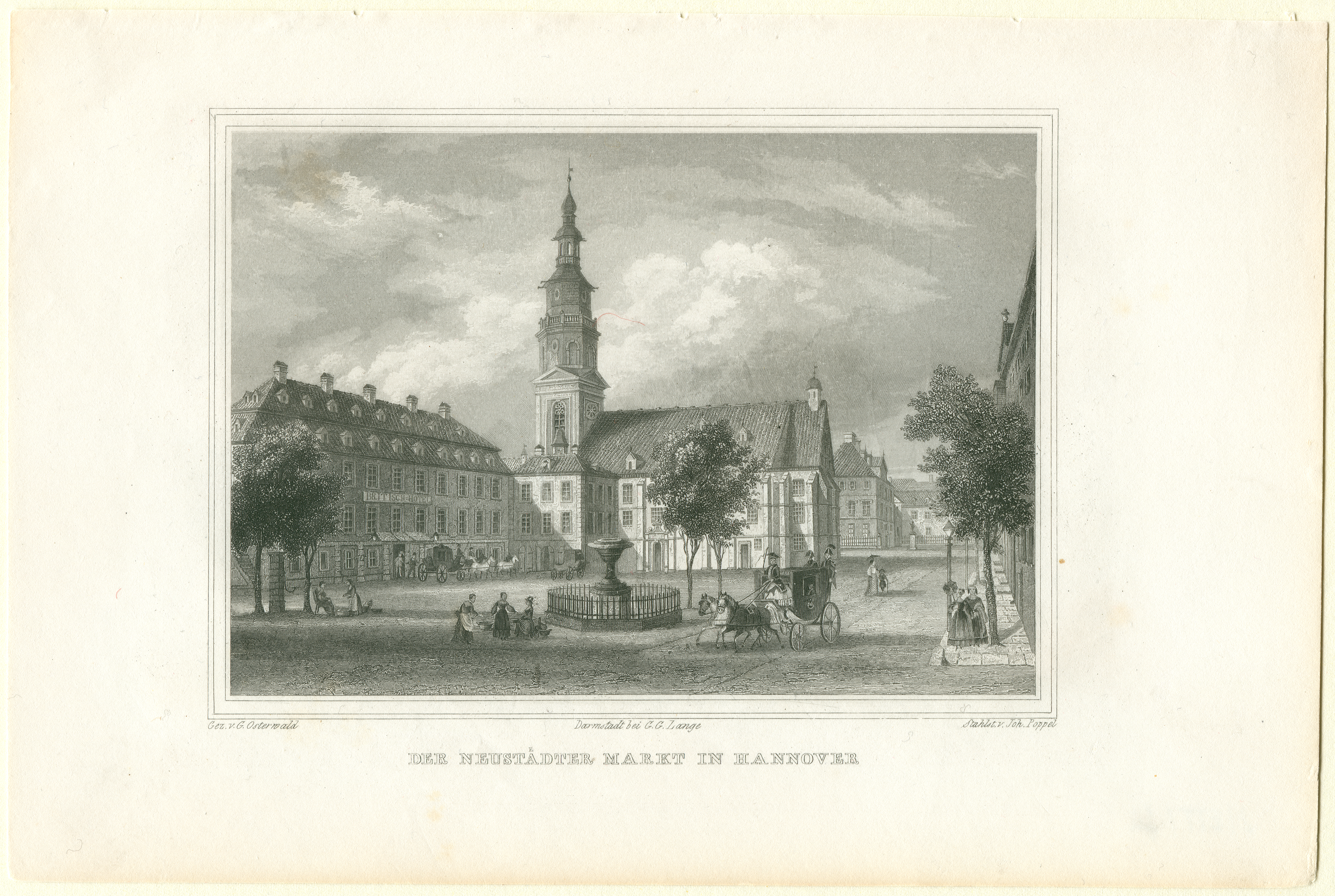
Die Kirche um 1850 mit dem „Britisch Hotel“, im Vordergrund der Neustädter Markt, im Hintergrund der Fürstenhof; Stahlstich von Johann Poppel nach einer Zeichnung von Georg Osterwald

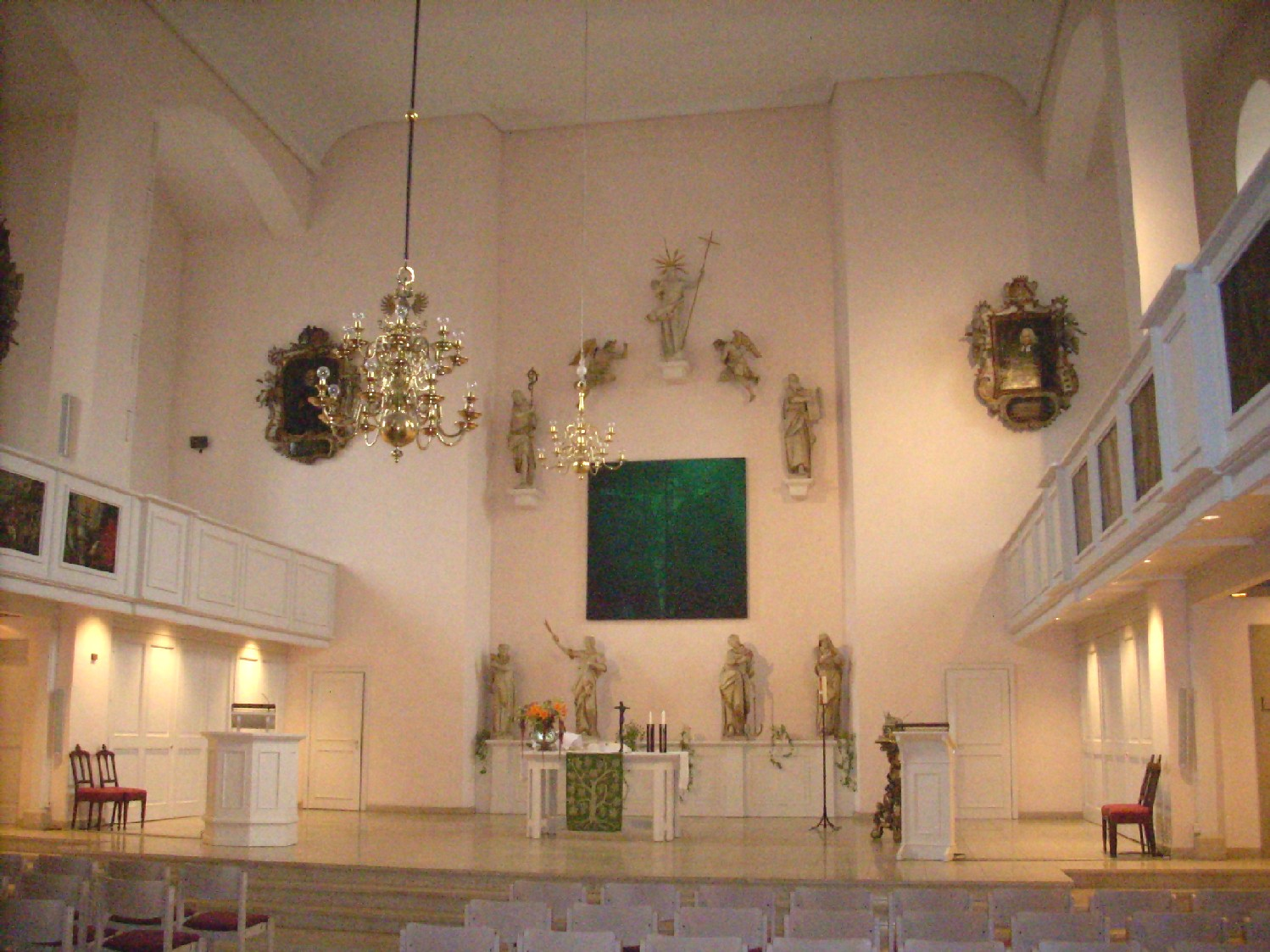
Kircheninnenraum (2007)

Die Kirche steht in der Nachfolge der Burgkapelle St. Galli und der St. Gallenkapelle, der ursprünglich von den Grafen von der Burg Lauenrode für die Burg Lauenrode gestifteten, 1241 erstmals erwähnten ecclesia Galli. Nach der Zerstörung der Burg im Lüneburger Erbfolgekrieg erfolgte vor 1388 durch Cord von Alten ein Neubau innerhalb der Stadtmauer von Hannover auf dem Rosmarinhof als Marienkapelle (beatissime Marie virginis). Diese erhob Bischof Otto von Minden um 1396 zur Kollegiat- und Pfarrkirche der Calenberger Neustadt (mit Lauenrode und dem Brühl).

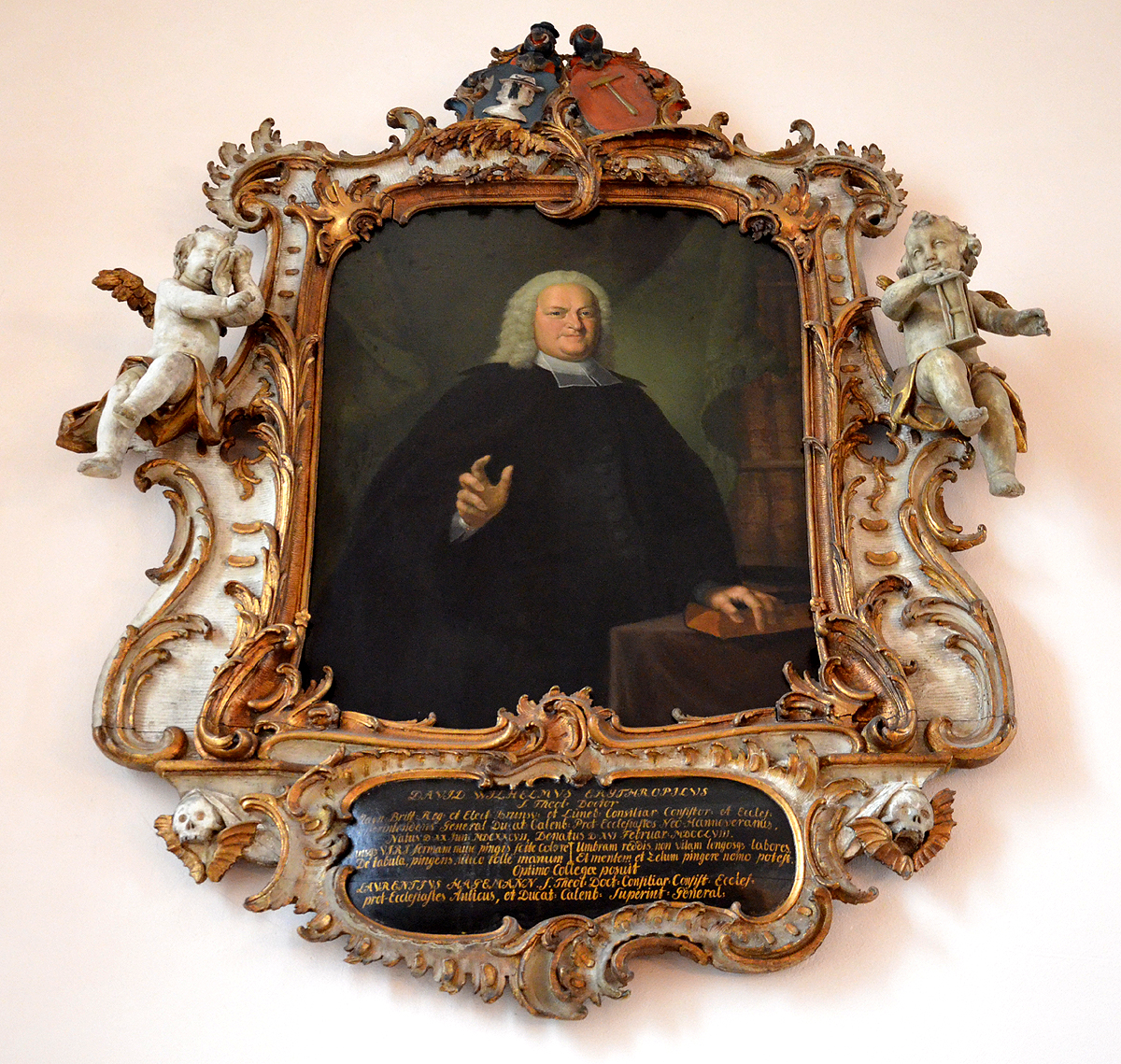
Ölgemälde im barocken Prunkrahmen mit Wappen und lateinischer Inschrift: Bildnis des David Wilhelm Erythropel in der Kirche

Nach der von den Bürgern ungewollten Residenznahme Hannovers durch Herzog Georg 1636 im Dreißigjährigen Krieg und der notwendigen Stadterweiterung westlich der Leine für den ebenfalls zugezogenen Hofstaat, seine Beamten, Bedienten und Handwerker, wurde die Kapelle für die evangelischen Gemeinden der Calenberger Neustadt wie auch der Schlosskirche 1665 zur Pfarrkirche erhoben. Anlass war die Re-Katholisierung der Schlosskirche im Leineschloss 1665–79 durch Herzog Johann Friedrich, den Begründer des Großen Gartens.
Im Gegenzug wurde, nach dem Abriss der Kapelle und der Zuschüttung des Judenteiches, 1666–70 die lutherische Predigtkirche Neustädter Hof- und Stadtkirche St. Johannis im barocken Stil am heutigen Standort erbaut, wahrscheinlich nach Plänen des venezianischen Architekten Hieronimo Sartorio. Die Finanzierung erfolgte mit Unterstützung des Landesherrn durch die Landstände der Calenberger Landschaft und zu großen Teilen durch den frühkapitalistischen Kaufmann und Ratsherrn Johann Duve.
Beim Bau von 1666 bis 1670 wurden die Trümmer der ehemaligen St. Gallenkapelle aus der Altstadt wiederverwendet.
Da der ursprüngliche Turm in Fachwerkbauweise einsturzgefährdet war, erfolgte 1691–1700 über dem Westportal der Neubau eines weithin sichtbaren Turms mit quadratischem Unterbau, achteckigem Obergeschoss und einer kupfergedeckten Turmhaube mit Laterne und Kegelspitze.
Als die Schlosskirche unter Herzog Ernst August, dem späteren Kurfürsten von Hannover (1679–98), wieder lutherisch wurde, blieb die Neustädter Kirche Hofkirche für die nicht zum unmittelbaren Umfeld des Landesherrn gehörenden protestantischen Hofbeamten. Diese Funktion verlor sie erst mit dem Bau des als neue Residenz vorgesehenen Welfenschlosses sowie einer dazu passenden Residenzkirche: 1859 übernahm König Georg V. das Patronat über die Christuskirche und verzichtete auf sein Königliches Patronat an der Neustädter Kirche zugunsten des Magistrats der Stadt Hannover.
Bei den Luftangriffen auf Hannover im Zweiten Weltkrieg wurde die Kirche bis auf die Außenmauern zerstört. Der Wiederaufbau erfolgte 1956/58 in zunächst schlichteren Formen unter der Leitung von Wilhelm Ziegeler. Die Renovierung des Innenraums 1992–94 näherte sich dann wieder der ursprünglichen Konzeption.
Statt einer Wiederherstellung der Barockeinrichtung wurden erhaltene Teile der ursprünglichen Ausstattung, Christus-, Engel-, Heiligen- und allegorische Figuren, Porträts und Grabmäler – mit modernen Elementen kombiniert und neu angeordnet.

## Ausstattung
Glocken

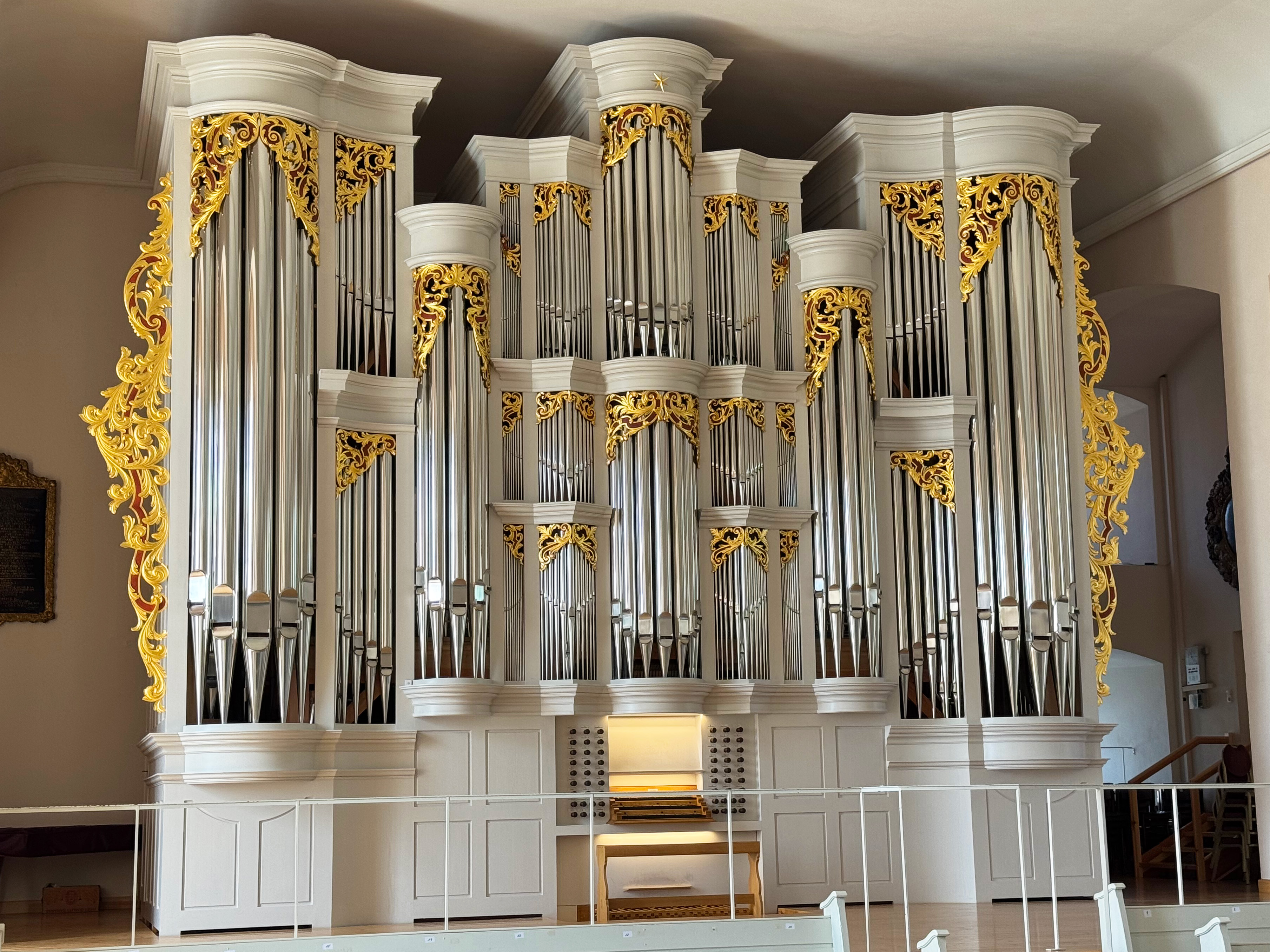
Barockorgel von 2019

Die beiden Glocken aus Gussstahl wurden 1923 vom Bochumer Verein gegossen und erklingen in den Schlagtönen c1 und e1.
Orgel
Emporenmalerei
An der dreiseitigen Empore befinden sich ein Bilderzyklus mit 23 Bildern aus der Entstehungszeit der Kirche. Dargestellt sind Szenen zur Passion, der Auferstehung und aus der Apostelgeschichte. Beschriftungen sind nicht mehr vorhanden. Die Darstellung der Kreuzigung fehlt. Sieben Bilder wurden nach der Vorlage von Matthäus Merian gemalt.

## Grabmäler

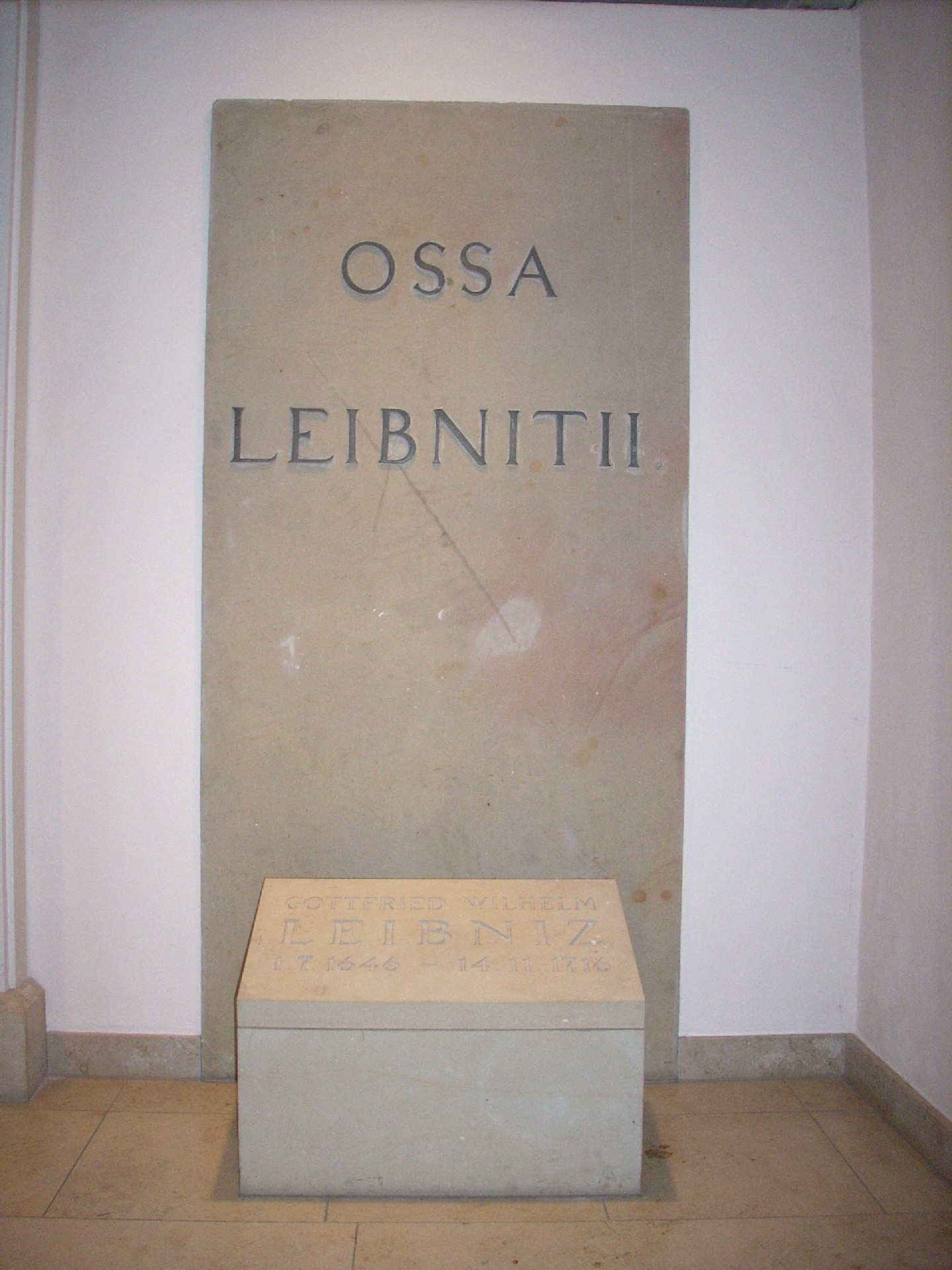
Grabstätte von Gottfried Wilhelm Leibniz (2007)

Innerhalb der Kirchenmauern wurden zahlreiche Persönlichkeiten bestattet, darunter
- Jobst Hermann von Ilten (1649–1730), beigesetzt neben seiner wenige Jahre zuvor verstorbenen Ehefrau Hedwig Lucia Grote in der von ihm angelegten Familiengruft auf dem Chor nahe der Kanzel.[6]

Außerhalb der Kirche sind seit 1902 an den Wänden Epitaphe und zahlreiche Grabmale von Hofbeamten, Hofpredigern und Generalsuperintendent sowie deren Angehörigen angebracht, die ursprünglich den gesamten Fußboden innerhalb der Kirche bedeckten.
Unter den 35 an den Außenmauern angebrachten Grabplatten und Epitaphen finden sich etwa die für
- den Oberhofprediger David Ruprecht Erythropel (1653–1732),[7]
- den kurfürstlichen Bauschreiber Brand Westermann (1646–1716).[7]

Die bedeutendsten Gräber (im Inneren) sind
- Grablege von Gottfried Wilhelm Leibniz[8][9][10]
- Grabstätte des Generals Carl August von Alten (im Turm der Kirche seit Überführung der Gebeine 1958 aus dem Mausoleum Graf Carl von Alten in Wilkenburg)